# Mike Mitchell (basket-ball, 1967)
Pour les articles homonymes, voir Mike Mitchell.
Michael Eric « Mike » Mitchell, né le 4 avril 1967 à Los Angeles, en Californie, est un joueur et entraîneur américain de basket-ball. Il évolue au poste d'ailier. 